# Adelophryne mucronata
Adelophryne mucronata es una especie de anfibio anuro de la familia Eleutherodactylidae. Esta rana es endémica del estado de Bahía en Brasil. Se encuentra en Itacaré, Ilheus y Una.

## Publicación original
- Lourenço-de-Moraes, Solé & Toledo, 2012: A new species of Adelophryne Hoogmoed and Lescure 1984 (Amphibia: Anura: Eleutherodactylidae) from the Atlantic rainforest of southern Bahia, Brazil. Zootaxa, n.º 3441, p. 59-68.[1]